# Félix Kir
Félix Kir (22. januar 1876 – 26. april 1968) var en fransk katolsk præst, modstandkæmper og politiker.

## Liv
Han blev født i Alise-Sainte-Reine på Côte-d'Or. Fra 1891 til 1901 gik han på præsteseminariet i Plombières-lès-Dijon og arbejdede derefter som præst. Under den tyske besættelse under 2. verdenskrig deltog han i den franske modstandsbevægelse og nåede at befri 5.000 krigsfanger fra en fangelejr ved Longvic. Han blev udsat for attentat af franske kollaboratører og blev såret, men undslap.
Han serverede den lokale drik blanc-cassis lavet af bourgogne hvidvinen aligoté og crème de cassis. Derfor er den nu internationalt kendt som Kir.